# Germaine Acarin
Germaine Acarin (Bruselas, 1898-Bruselas, 1969) fue una pintora y escultora autodidacta belga.

## Datos biográficos
Germaine Robert-Acarin estudió canto y piano, dedicándose posteriormente a la docencia de piano en Bruselas. Viajó  a las provincias de Bajo Congo y Katanga (su marido Emile Robert era constructor civil en Elisabethville), permaneciendo en el Congo Belga de 1926 a 1933. Comenzó su carrera artística en 1938.
Es la hermana mayor de la bailarina y artista Akarova.

## Obras
Estilo
Germaine Acarin pintó paisajes belgas y del Mediterráneo, los personajes de África y temas religiosos. Llevó a cabo a título experimental una técnica de pirograbado inspirada en las técnicas tradicionales de África, pero influenciada con las formas del art déco. También pintó decorados y diseñó el vestuario para distintos proyectos de danza.
Se inspiró el primitivismo de Paul Gauguin, el arte africano y por el fauvismo.
Obras
Entre las obras más conocidas de Germaine Acarin se incluyen las presentadas para la Expo 58, inspiradas en el Congo.

## Premios
- 1955: Gran Premio del Salón de Argel.